# Louis Neher
Louis Neher (* 13. August 1896 in Prag, Österreich-Ungarn; † 2. Januar 1934 in Wien) war ein österreichisch-böhmischstämmiger Filmschauspieler, Filmregisseur und Drehbuchautor beim deutschen Stummfilm.

## Leben und Wirken
Über Nehers Herkunft, Ausbildung und Werdegang ist derzeit nichts bekannt. Bereits 1915 ist er erstmals als Filmschauspieler nachzuweisen, als der 19-Jährige den Part des Kleinganoven Geldschrank-Ede in der kriegspropagandistischen Komödie Der springende Hirsch von Robert Wiene angeboten bekam. Kurz darauf gelang Neher der Durchbruch als Darsteller mit der Rolle des Schlemihl in Richard Oswalds ambitionierter Inszenierung Hoffmanns Erzählungen. 
Noch im selben Jahr 1916 wechselte Neher hinter die Kamera und erhielt von der kleinen Berliner Produktionsfirma Oliver-Film einen Regievertrag. Für diese Compagnie erstellte Neher zumeist einzelne Filme zu populären Reihen. Im letzten Kriegswinter 1917/18 ging Neher nach Wien und fand dort bei der A-Zet-Film Beschäftigung als Regisseur. Noch vor Kriegsende 1918 inszenierte er auch Filme für eine Budapester Firma. Wieder zurück in Wien, setzte Louis Neher 1919 seine Regietätigkeit bei der Wiener Kunstfilm fort. Bereits 1920 war seine Regielaufbahn beendet, danach verliert sich weitgehend seine Spur. 1922 trat er in einer Max-Mack-Inszenierung noch einmal vor die Filmkamera. Theateraktivitäten sind derzeit nicht nachzuweisen.

## Filmografie
Als Schauspieler:
- 1915: Der springende Hirsch
- 1915: Lisas Opfer
- 1916: Hoffmanns Erzählungen
- 1916: Leben um Leben
- 1916: Ein Blatt Papier
- 1919: Der gefesselte Prometheus
- 1922: Die Schneiderkomteß

Als Regisseur:
- 1916: Der Radiumraub
- 1916: Der Mann ohne Kopf
- 1916: Professor Erichsons Rivale
- 1916: Im Reich der Zwerge (auch Drehbuch)
- 1916: Sabina (auch Drehbuch)
- 1916: Die Nixenkönigin
- 1917: Der Erbe von Het Steen
- 1917: Die schwarze Loo (Regiebeteiligung unsicher)
- 1917: Else und ihr Vetter
- 1917: Else als Detektiv (auch Drehbuch)
- 1917: Weib gegen Weib (auch Drehbuch)
- 1918: In einer Nacht (auch Drehbuch)
- 1918: Die Tänzerin
- 1918: Die sprechende Hand (auch Drehbuch)
- 1918: Das Gift der Odawara (auch Drehbuch)
- 1918: Három pár facipö
- 1918: Tímár Liza
- 1918: A Kivándorló
- 1919: Der gefesselte Prometheus (auch Drehbuch)
- 1920: Der Fluch der Vererbung
- 1920: Die kleine Herzogin (auch Drehbuch)